# Jacques Osinski
Jacques Osinski, né en 1968, est un metteur en scène et directeur de théâtre français. 
En 1991, il crée la compagnie La Vitrine. En 2008, il dirige le Centre dramatique national des Alpes installé à la MC2 de Grenoble. En 2014, il fonde la compagnie l'Aurore Boréale. 

## Metteur en scène
- 1992 : L'Île des esclaves de Marivaux, Centre culturel de Sucy-en-Brie
- 1993 : La Foi, l’amour, l’espérance d’Ödön von Horváth, Centre culturel La Clef Paris
- 1994 : Mademoiselle Else d'Arthur Schnitzler, Théâtre Victor-Hugo, Bagneux
- 1995 : La Faim d'après Knut Hamsun avec Denis Lavant, Festival du Jeune Théâtre d'Alès, Théâtre de la Cité internationale, Théâtre de Nice
- 1997 : Sladek, soldat de l’armée noire d’Ödön von Horváth, Rencontres Internationales de Théâtre de Dijon, Théâtre de Gennevilliers

- 2000 : Léonce et Léna de Georg Büchner, Maison de la Culture d'Amiens, Nouveau théâtre d'Angers
- 2002 : L'Ombre de Mart de Stig Dagerman, Maison de la Culture d'Amiens, Festival Frictions Dijon, 2004 : Théâtre de l'Aquarium, MC2
- 2003 : Richard II de William Shakespeare, Maison de la Culture d’Amiens, tournée
- 2004 : Didon et Énée de Henry Purcell, direction musicale Kenneth Weiss, Festival d'Aix-en-Provence
- 2005 : Dom Juan de Molière, Maison de la Culture d'Amiens, Nouveau Théâtre de Montreuil, Théâtre de la Manufacture (Tournée 2006 )
- 2006 : Le Songe d'August Strindberg, ACB Bar-le-Duc, Théâtre de la Cité internationale, Forum du Blanc-Mesnil
- 2006 : Didon et Énée de Henry Purcell, direction musicale Kenneth Weiss, Festival international d'art lyrique d'Aix-en-Provence
- 2007 : L'Usine de Magnus Dahlström, Théâtre du Rond-Point, MC2, tournée
- 2007 : Le Carnaval et la folie comédie-ballet, livret Antoine Houdar de La Motte, musique André Cardinal Destouches, direction musicale Hervé Niquet, Festival d'Ambronay, MC2, Théâtre national de l'Opéra-Comique
- 2008 : Le Conte d'hiver de William Shakespeare, Théâtre de Saint-Quentin-en-Yvelines, tournée, MC2
- 2008 : L'Éveil du printemps de Frank Wedekind, avec les élèves du conservatoire à rayonnement régional de Grenoble
- 2009 : Woyzeck de Georg Büchner, MC2, tournée 2012 Tns Strasbourg
- 2009 : Un fils de notre temps d'Ödön von Horváth, Théâtre Jean Vilar Bourgoin-Jallieu, MC2
- 2009 : Dehors devant la porte de Wolfgang Borchert, MC2   Tournée 2012 Tns Strasbourg

- 2010 : Iolanta de Piotr Ilitch Tchaïkovski, direction musicale Tugan Sokhiev, Halle aux Grains Théâtre du Capitole de Toulouse
- 2010 : Le Grenier de Yōji Sakate, MC2, Théâtre du Rond-Point
- 2010 : Le Triomphe de l'amour de Marivaux, Théâtre de l'Ouest parisien, MC2, Théâtre de la Manufacture, La Filature, tournée
- 2011 : Le Chien, la nuit et le couteau de Marius von Mayenburg avec Jérome Kircher, MC2, Théâtre du Rond-Point
- 2011 : Le Moche de Marius von Mayenburg, avec Denis Lavant MC2, Théâtre du Rond-Point
- 2011 : Ivanov de Tchekhov Mc2 ,Th Saint Quentin, Boulogne Bilancourt
- 2012 : Mon prof est un troll de Denis Kelly,Grenoble, Département Isere,Vire
- 2012 : George Dandin de Molière MC2, tournée
- 2013 : Orage  d'August Strindberg, Théâtre de la Tempête, MC2
- 2013 : Histoire du soldat de Stravinsky et L'Amour sorcier de Manuel de Falla avec Olivia Ruiz, direction musicale Marc Minkowski, chorégraphie Jean-Claude Gallotta, MC2 Grenoble, Opéra comique
- 2014 : Tancredi de Rossini avec Marie-Nicole Lemieux et Patrizia Ciofi, direction musicale : Enrique Mazzola, Théâtre des Champs-Élysées
- 2015 : Médéaland de Sarah Stridsberg, MC2 Grenoble, Valence, Studio-Théâtre de Vitry
- 2015 : Don Juan revient de guerre d'Ödön von Horváth, MC2 Grenoble, Athénée Louis Jouvet
- 2015 : Avenida de los Incas de Fernando Fizbein et Lohengrin de Salvatore Sciarrino, direction musicale : Maxime Pascal, Le Balcon, Athénée Louis Jouvet, Opéra de Lille, Buenos Aires
- 2015 : Iphigénie en Tauride de Gluck, direction musicale : Geoffroy Jourdain, Opéra national de Paris, Théâtre de Saint-Quentin-en-Yvelines

- 2015 : L'Avare de Molière, Théâtre de Suresnes, Théâtre de Caen, Théâtre de Clamart, Artistic Théâtre, Domaine d'O de Montpellier, Tournée
- 2017 : Bérénice de Racine, Théâtre de Suresnes, Théâtre de Caen, Taps Poitiers, Tournée
- 2017 : Cap au pire de Samuel Beckett avec Denis Lavant, Théâtre des Halles (Festival d'Avignon), Athénée-Théâtre Louis-Jouvet, (2019 reprise,Théâtre Liberté Toulon,Athénée-Théâtre Louis-Jouvet)
- 2017 : Lenz de Büchner avec Johan Leysen, Nanterre-Amandiers, Comédie de Reims, Kvs Bruxelles, Nt Gent
- 2018 : Le cas Jekyll, opéra de Chrisine Montalbetti et François Paris, Arcal, Théâtre de Saint-Quentin-en-Yvelines, Opéra de Nice, Théâtre 71 Malakoff
- 2019 : Into the Little Hill, opéra de George Benjamin et Martin Cimp, Athénée - Théâtre Louis-Jouvet, Opéra de Lille
- 2019 : La dernière Bande de Samuel Beckett avec Denis Lavant, Théâtre des halles (Festival d'Avignon), Athénée - Théâtre Louis-Jouvet (reprise en 2020-2023  : Théâtre 14,  Toulon ,Erstein,Lisieux ,Roanne ,La Charité sur Loire ,Val de Rueil  etc ..,)
- 2021 : L'Image de Samuel Beckett avec Denis Lavant, Athénée-Théâtre Louis-Jouvet (reprise en 2022 au Lucernaire)
- 2021 : Les 7 péchés capitaux de Kurt Weill et Bertolt Brecht, direction musicale : Benjamin Lévy à l'Athénée-Théâtre Louis Jouvet (reprise en 2022 au Théâtre de Caen et Val de reuil)
- 2021 : Words ans Music, texte de Samuel Beckett, musique de Pedro Garcia-Vélazquez avec L'ensemble le Balcon, Athénée Théâtre Louis-Jouvet (reprise en 2022 à l'ENS Saclay)
- 2022 : Cosmos (texte de Witold Gombrowicz, musique de Fernando Fizbein) Théâtre de la Renaissance à Oullins/ Biennale des Musiques exploratoires (reprise en Avril 2023 au Théatre de l'Atelier)
- 2022 : Fin de partie de Samuel Beckett avec Denis Lavant, Frederic Leidgens, Peter Bonke et Claudine Delvaux Théâtre des Halles/ Festival d'Avignon (reprise en 2023 au Théâtre de l'Atelier Paris   à la scène nationale Chateauvallon liberté Toulon ,Festival Beckett Roussillon et à Genève Théâtre de l'Orangerie)
- 2023 : Violet, opéra de Tom Coult et Alice Birch, Scène de Recherche ENS Paris Saclay et Théâtre de l'Aquarium- la vie Brève (reprise en Juin 2024 au Théatre de l'Atelier)
- 2024 :  Fin de partie de Samuel Beckett (reprise) Tournée : Dreux, Vesoul, Issoudun ,Pau ,Oloron Sainte-Marie, Toulouse, Poitiers ,Paris (Théâtre de l'Atelier) ,Festival d'Anjou,Port-Vendres  Festival de la Côte Vermeille ( 2025 Bruxelles, Théâtre des Martyrs)
- 2024 : Into the little hill de George Benjamin au Théâtre de Caen (reprise)
- 2024 : la Dernière Bande de Beckett (reprise en Guyane /  centre dramatique Kokolampoe Saint Laurent du Maroni) au  Beckett Unbound festival à Liverpool et au Festival Beckett à Roussillon  .
- 2024 : Les 7 péchés capitaux de Kurt Weill et Bertolt Brecht, reprise  à l'Opéra de Rennes
- 2024 : Cap au pire de Samuel Beckett avec Denis lavant , reprise au Théatre 14
- 2024 L'Amante anglaise de Marguerite Duras ( création) avec Sandrine Bonnaire , Frederic Leidgens et Grégoire Oestermann , Création au Théatre de l'Atelier , Scène national Chateauvallon /Liberté Toulon , Théatre Montansier Versailles , Poitiers TAP/ATP
- 2025 : En attendant Godot de Samuel Beckett ( création) avec Denis Lavant, Jacques Bonaffé et Aurélien Recoing au Théâtre des Halles/Festival d'Avignon.

## Prix
- 1995 : prix du Public et de la Jeune Critique pour La Faim au festival du Jeune Théâtre d'Alès.
- 2007 : prix Gabriel-Dussurget.
- 2015 : prix du syndicat de la Critique (catégorie éléments scéniques) pour Lohengrin de Salvatore Sciarrino.
- 2022 : prix du syndicat de la critique (catégorie meilleure composition)  pour Words and Music (texte de Samuel Beckett, musique de Pedro Garcia-Vélazquez.
  - 2023 : prix Laurent-Terzieff décerné par le syndicat de la critique (catégorie meilleur spectacle dans un théatre privé) pour Fin de partie de Samuel Beckett au théâtre de L'Atelier.